# Ochyrotica moheliensis
Ochyrotica moheliensis là một loài bướm đêm thuộc họ Pterophoridae. Nó được biết đến ở Comoros.